# Sammlung Falckenberg

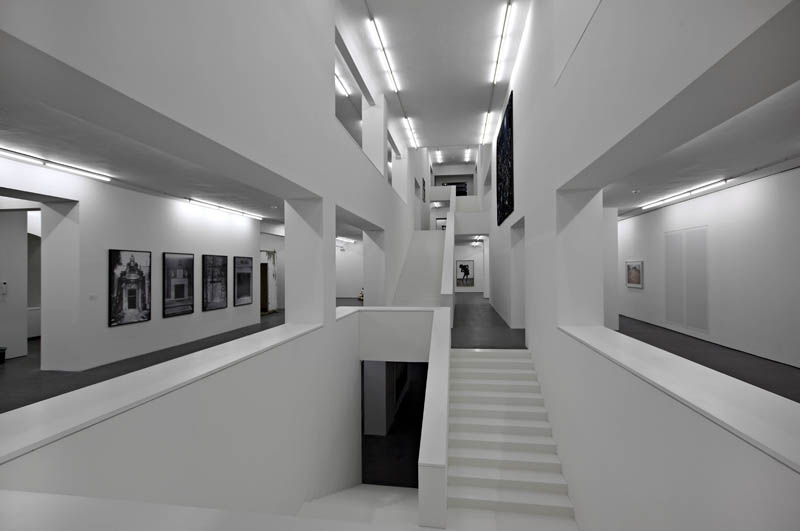
Blick in die Sammlung Falckenberg (2009)

Die Sammlung Falckenberg ist eine von dem Juristen und Unternehmer Harald Falckenberg (1943–2023) in Hamburg zusammengetragene Sammlung von Werken der Kunst der Moderne und der zeitgenössischen Kunst. Die Privatsammlung wird von der internationalen Fachzeitschrift Artnews zu den „200 Besten der Welt“ gezählt. Seit 2011 gehört sie zu den Deichtorhallen Hamburg.

## Umfang
Die Sammlung umfasst 1.900 Arbeiten internationaler Avantgardekünstler, darunter Werkgruppen der Wiener Aktionisten und Martin Kippenberger, aber auch große Installationen von Jonathan Meese und Thomas Hirschhorn.
Weitere Werke u. a. von Werner Büttner, William Copley, Albert und Markus Oehlen, Ralf Ziervogel, Daniel Richter, C. O. Paeffgen, Wolf Pehlke, Richard Prince, Tom Wesselmann, Hanne Darboven, Jonas Burgert. Falckenberg wurde für seine Sammlung im Jahr 2009 mit dem Art-Cologne-Preis ausgezeichnet.

## Ausstellungsort

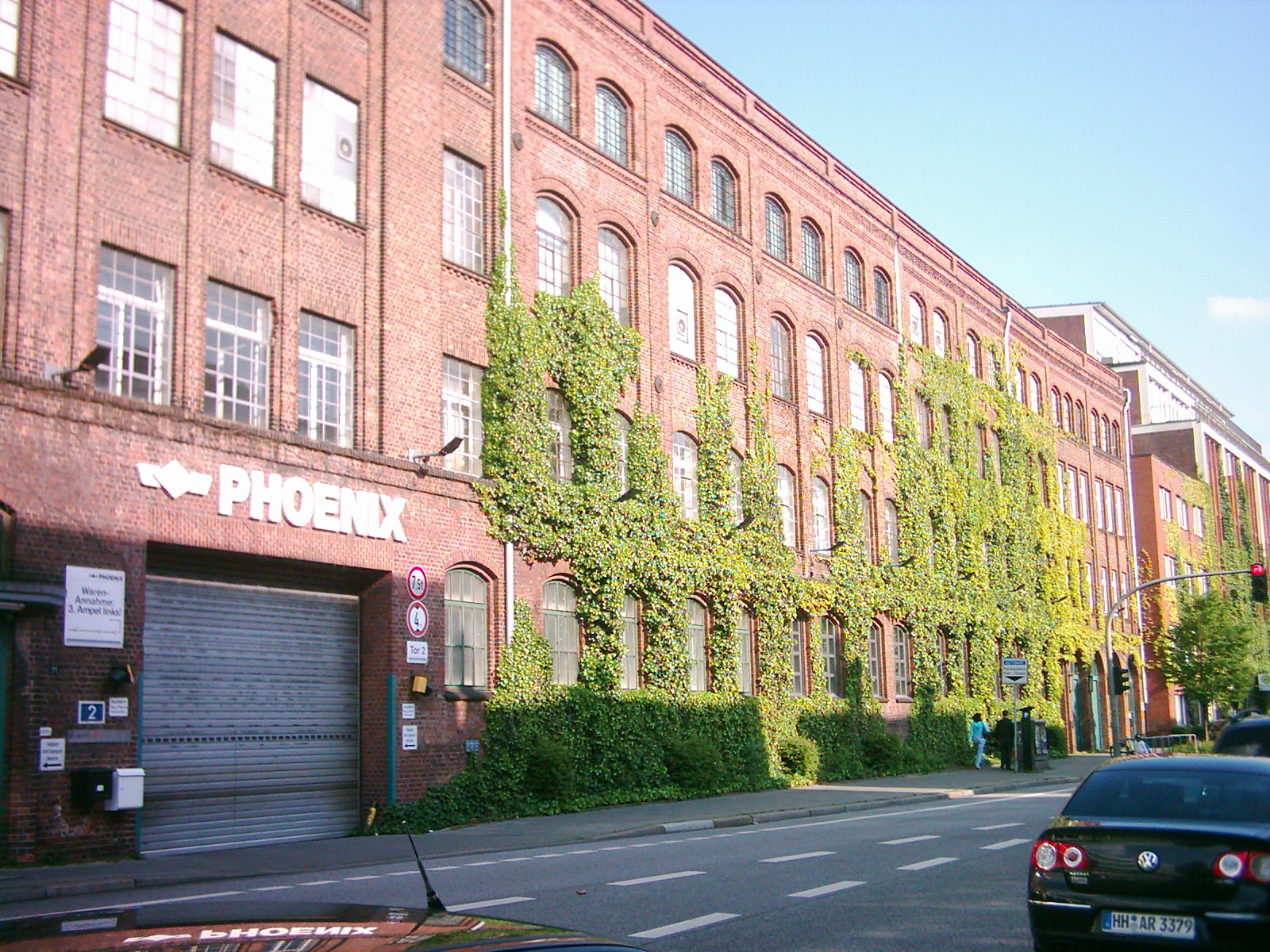
Phoenix-Fabrikgebäude Wilstorfer Straße 71, Tor 2 (2007)

Seit 2001 befindet sich die Sammlung Falckenberg in einer ehemaligen Fabrikhalle der Phoenix-Werke an der Wilstorfer Straße 71, Tor 2, in Hamburg-Harburg. Die Sammlung ist der Öffentlichkeit nach Voranmeldung zugänglich. Die von Harald Falckenberg und der Phoenix AG gemeinsam gegründete Kulturstiftung Phoenix Art präsentieren dort die Sammlung und Wechselausstellungen mit internationalen Kunstsammlungen. Die Gesamtfläche betrug zunächst 4.000 m² (2.300 m² für Wechselausstellungen, 1.700 m² für das Schaudepot). Seit 2008 stehen etwa 6.200 m² auf 5 Etagen zur Verfügung, die im Zentrum von einem kaskadenartigen Treppenraum erschlossen werden. Die komplette Neugestaltung, die auch den großen Installationen mehr Platz bietet, wurde durch den Berliner Architekten Roger Bundschuh durchgeführt.
Seit Januar 2011 gehört die Phoenixhalle in Hamburg-Harburg organisatorisch zur Deichtorhallen Hamburg GmbH und wird von dieser unter dem Namen „Deichtorhallen Hamburg – Sammlung Falckenberg“ betrieben. Unter der Leitung des Intendanten Dirk Luckow wird das bisherige Ausstellungskonzept fortgesetzt und um neue Aspekte ergänzt.

## Ausstellung
- 2011: Dieter Meier: Works 1969-2011 and the Yello Years, danach im ZKM, Karlsruhe; Überblick über die Konzeptkunst und die Elektropop-Musik  des Künstlers[2]

## Veröffentlichungen
- Harald Falckenberg, Peter Weibel (Hrsg.): Paul Thek. Artist's Artist. MIT Press Cambridge, Massachusetts 2008, ISBN 978-0-262-01254-6.[3]
- Harald Falckenberg: Aus dem Maschinenraum der Kunst. Aufzeichnungen eines Sammlers. Verlag Philo Fine Arts, Hamburg 2007, ISBN 3-86572-637-2.
- Otto Mühl, Harald Falckenberg: Otto Mühl. Retrospektive. Jenseits von Zucht und Ordnung: Retrospektive. Revolver Publishing, Berlin 2005, ISBN 3-86588-141-6.
- Harald Falckenberg: Ziviler Ungehorsam. Kunst im Klartext. Verlag Lindinger + Schmid, Regensburg 2002, ISBN 3-929970-50-3.
- My Name. Sammlung Falckenberg. Katalog zur Ausstellung im Museum der Bildenden Künste Leipzig im Januar 1999. Oktagon, Köln 1999, ISBN 3-89611-070-5.